# Форт-Маєрс-Шорс (Флорида)
Форт-Маєрс-Шорс (англ. Fort Myers Shores) — переписна місцевість (CDP) в США, в окрузі Лі штату Флорида. Населення — 5774 особи (2020).

## Географія
Форт-Маєрс-Шорс розташований за координатами 26°42′50″ пн. ш. 81°44′33″ зх. д. / 26.71389° пн. ш. 81.74250° зх. д. (26.713889, -81.742569).  За даними Бюро перепису населення США в 2010 році переписна місцевість мала площу 6,59 км², з яких 5,37 км² — суходіл та 1,22 км² — водойми.

## Демографія
Згідно з переписом 2010 року, у переписній місцевості мешкало 5487 осіб у 2167 домогосподарствах у складі 1438 родин. Густота населення становила 833 особи/км².  Було 2588 помешкань (393/км²).
Расовий склад населення:
| - 84,4 % — білих - 4,7 % — чорних або афроамериканців - 1,3 % — азіатів - 0,3 % — корінних американців - 0,2 % — вихідців з тихоокеанських островів - 6,9 % — осіб інших рас |

До двох чи більше рас належало 2,2 %. Частка іспаномовних становила 28,0 % від усіх жителів.
За віковим діапазоном населення розподілялося таким чином: 22,9 % — особи молодші 18 років, 59,7 % — особи у віці 18—64 років, 17,4 % — особи у віці 65 років та старші. Медіана віку мешканця становила 41,6 року. На 100 осіб жіночої статі у переписній місцевості припадало 98,1 чоловіків;  на 100 жінок у віці від 18 років та старших — 97,5 чоловіків також старших 18 років.
Середній дохід на одне домашнє господарство  становив 58 246 доларів США (медіана — 44 448), а середній дохід на одну сім'ю — 69 268 доларів (медіана — 60 772). Медіана доходів становила 34 758 доларів для чоловіків та 38 784 долари для жінок. За межею бідності перебувало 11,8 % осіб, у тому числі 6,5 % дітей у віці до 18 років та 5,9 % осіб у віці 65 років та старших.
Цивільне працевлаштоване населення становило 2755 осіб. Основні галузі зайнятості: роздрібна торгівля — 21,3 %, освіта, охорона здоров'я та соціальна допомога — 14,8 %, науковці, спеціалісти, менеджери — 12,5 %, будівництво — 11,2 %.